# Ingrid Paul
Dirkina Wilhelmina „Ingrid” Paul (ur. 14 grudnia 1964 w Goudzie) – holenderska łyżwiarka szybka i trenerka.

## Kariera
Największe sukcesy w karierze Ingrid Paul osiągnęła w sezonie 1987/1988, kiedy zajęła drugie miejsce w klasyfikacji końcowej Pucharu Świata na 3000/5000 m. Rozdzieliła tedy dwie reprezentantki NRD: Gabi Zange i Karin Enke. Dokonała tego, mimo iż nigdy nie stanęła na podium zawodów tego cyklu (była między innymi czterokrotnie czwarta). W tej samej klasyfikacji była też szósta w sezonie 1988/1989. Nigdy nie wzięła udziału w mistrzostwach świata. W 1988 roku wystartowała za to na igrzyskach olimpijskich w Calgary. W biegu na 5000 m zajęła czternastą pozycję, a rywalizacji na 3000 m nie ukończyła. Trzykrotnie zdobywała medale mistrzostw Holandii: w 1987 roku była trzecia na dystansie 1500 m, w 1988 roku druga na 3000 m, a rok później zajęła drugie miejsce w biegu na 1500 m. W 1990 roku zakończyła karierę.
Po zakończeniu kariery pracowała jako trenerka. Prowadziła między innymi reprezentację Kanady w latach 1992–1998 i Norwegii w latach 1998–2000. Od 2010 roku pomaga w przygotowaniu fizycznym holenderskiej grupie kolarskiej AA Drink-leontien.nl.

## Oskarżenie o próbę przekupstwa
W grudniu 2009 roku polska panczenistka, Katarzyna Wójcicka ujawniła w wywiadzie dla holenderskiej telewizji NOS, że podczas igrzysk olimpijskich w Turynie w 2006 roku zaoferowano jej około 50 tysięcy euro w zamian za wycofanie się z biegu na dystansie 5000 m. Propozycja łapówki wyszła od Ingrid Paul, której podopieczna Gretha Smit (srebrna medalistka na tym dystansie z Salt Lake City) nie zakwalifikowała się do zawodów i była pierwsza na liście rezerwowej. Wójcicka, która początkowo nie planowała startu na tym dystansie, odmówiła i wystąpiła w biegu zajmując 16. miejsce. Paul zaprzeczyła udziału w próbie przekupstwa.